# Xôi lá cẩm

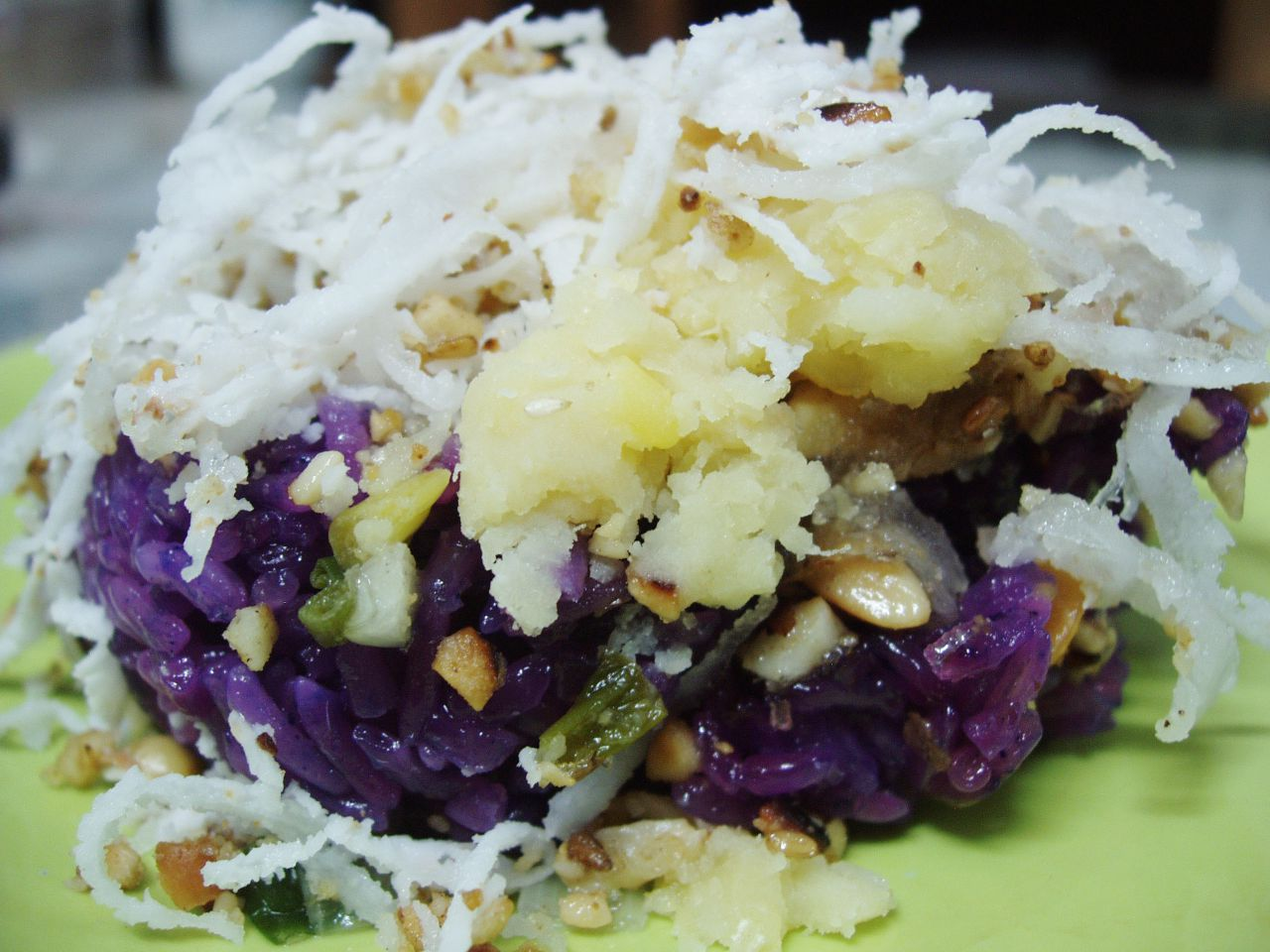
Một nắm xôi lá cẩm

Xôi lá cẩm món xôi ăn dân dã của người Việt Nam và Thái Lan được nấu với nguyên liệu chính là lá cẩm. Lá cẩm tạo ra màu tím tự nhiên nên thường được dùng tạo màu cho các món ăn. Xôi lá cẩm thường được các bà nội trợ nấu cho gia đình vì hương vị ngon và nhìn bắt mắt của nó.
Tại Thái Lan, ngoài xôi trắng ăn kèm xoài,người ta thường nấu xôi lá cẩm để ăn kèm với xoài cùng nước cốt dừa.

## Nguyên liệu
Nguyên liệu món ăn bao gồm đậu phộng, lá cẩm và gạo nếp. 
Riêng khẩu vị Thái Lan, ta có gạo nếp, lá cẩm, xoài và nước cốt dừa.

## Cách làm
Lá cẩm rửa sạch, bỏ cọng sau đó bắt lên bếp nấu cho ra nước có màu tím đặc trưng. Tiếp theo ngâm gạo nếp với nước lá cẩm trong một đêm. Qua ngày đổ ráo nước và cho vào hấp cho đến khi thấy nếp dẻo và mềm là xôi chín. Xôi được dùng với đậu phộng, vừng giã nhuyễn, đường và muối.
Riêng cách của người Thái, xôi được đồ cho mềm dẻo sau đó cắt vài lát xoài chín ăn kèm nước cốt dừa có vị ngọt, bùi, béo.